# Ostromęczyn-Kolonia (wieś)
Ostromęczyn-Kolonia – wieś sołecka w Polsce położona w województwie mazowieckim, w powiecie łosickim, w gminie Platerów.
W latach 1975–1998 miejscowość administracyjnie należała do województwa bialskopodlaskiego.
W Ostromęczynie Kolonii znajduje się XVII-wieczne zamczysko bastionowe.
Wierni Kościoła rzymskokatolickiego należą do parafii św. Wojciecha w Górkach.
Na terenie wsi znajdują się wały będące pozostałością zamku w Ostromęczynie.